# Quận 11, Roma
Quận 11 Arvalia - Portuense (tiếng Ý: Municipio XI Arvalia - Portuense) là quận hành chính thứ mười một của thủ đô Roma, Ý. Quận được thành lập vào ngày 11 tháng 3 năm 2013, thay thể Quận 15 cũ.